# آثار تاریخی گیلان
منطقه گیلان دارای بارش فراوان است تا جایی که بارش سالانه شاید به ۱۲۰ سانتی متر هم برسد. مواد ساختمانی، جز صخره سخت، سریعاً خراب می‌شوند، و ساختمانهای قدیمی تبدیل به تلی از آوار می‌شوند. درختان و علفهای هرز بر این آوارها می‌رویند و ساختمانهای قدیمی را تبدیل به تپه‌هایی پوشیده از گیاهان می‌کنند. بسیاری از این تپه‌ها که به گویش محلی به آن‌ها کول، کوتی، دین و دوین می‌گویند حاشیه ساحل دریا را پر می‌کنند و هر یک پایگاهی می‌شوند که واجد ارزش برای کاوش و پژوهش باستان شناسانه‌است. به هر حال جز چراغ علی تپه در دهانه گوهر رود، که توسط عزت الله نگهبان کاویده شد و بیشتر به عنوان تپه مارلیک شناخته می‌شود، هیچ‌کدام شان تاکنون به‌طور علمی مورد کاوش و مطالعه قرار نگرفته‌اند. ساختمانهای دارای ارزش تاریخی هم وجود دارند که بیشتر شان در طول تاریخ شان مکرراً تعمیر و بازسازی شده‌اند. بعشی هایشان ضبط واضحی از تاریخ شان دارند، ولی بیشتر شان فاقد اسناد اولیه قابل اطمینان اند و باید به شواهد غیرمستقیم مانند تواریخ حک شده بر درهای ورودی، سنگ قبرها، ضریحه‌ها یا تابوتها برای بازسازی بخشی از گذشته یک عمارت داده شده اکتفا کرده به حدس زدن منشا آن‌ها خطر کرد.
آثار تاریخی اصلی گیلان به ترتیب تاریخی عبارت اند از:
1. چراغ علی تپه، (تپه مارلیک) واقع بر رود گوهر رود در نزدیکی روستای نصفی رودبار، متعلق به دوره ماد
2. بقعه استاشان بین روستاهای بنان و راه سران در شرق کوهی که بقعه ملاسرا قرار دارد. ظاهراً بر جای معبدی باستانی ساخته شده‌است.
3. سوری، بر کوه پشت روستای مروسن ساخته شده بر معبدی باستانی
4. سام و لام، که به عنوان بقعه آقا سید ابوالحسن بن الموسی الکاظم شناخته می‌شود، بر قله گرده کول در نزدیکی روستانی کمونی در بخش سمام رودبار. به نظر می‌رسد بر معبدی باستانی ساخته شده باشد.
5. گرده کول، یا بقعه آقا سید ابوالحسن بن موسی الکاظم، در قله کوه گرده کول در نزدیکی روستای کومونی بخش سمام شهر رودسر. تاریخ ساختمان ۱۰۴۸ هجری، بر مرمری بر دیوار آن حک شده‌است. به نظر می‌رسد بر روی معبدی باستانی بنا شده باشد.
6. ملا خروشه بر بالای یک دامنه بین روستاهای شوئیل و طلابنک در بخش اشکور سفلای رودسر.
7. شاه سفید کوه بر بلندای کوه بلور ساخته شده بر روی معبدی قدیمی
8. بقعه آقا سید ابراهیم بن موسی الکاظم با امامزاده تورار، بر بالای کوه تورار در ۴ مایلی کلیشم در برودبار. به تنه یک درخت سوخته قدیمی در جلوی این بقعه چند شاخ گاو فرو شده‌است بنحوی که چون شاخه‌های طبیعی درخت جلوه می‌کند.
9. قلعه گور میرزا یا قلعه طاهر میرزا در میانه سفیدرود در بحش رستم آباد رودبار. رابینو از آن به فز فلعه یاد می‌کند.
10. قلعه شیندان بر بالای کوه حیران. در فاصله کمی از مرز آذربایجان ایران و جمهوری آذربایجان. که دژ امیره حمزه حاکم آستارا هنگام قیام او علیه شاه عباس بوده‌است.
11. روستا تاریخی اسکابن،  دهی جزء بخش عمارلو شهرستان رودبار در 30000 گزی شمال خاور پل لوشان . کوهستان ، سردسیر. سکنه 85 تن . تاتی ، فارسی زبان . آب آن از رودخانه ٔ جیرنده . محصول آن غلات ، میوه جات . شغل اهالی زراعت و عده ای در زمستان برای کسب معیشت به گیلان میروند. راه آن مالرو است.

(فرهنگ جغرافیائی ایران ج 2 ص 13).
محوطه شیلانیک پشته اسکابن مربوط به عصر آهن دو-I دوره اشکانیان است و در شهرستان رودبار ، بخش عمارلو ، روستای اسکابن واقع شده و این اثر در تاریخ 11 شهریور 1382 با شماره ثبت 9934 به عنوان یکی از آثار ملی ایران به ثبت رسیده است.
در بین کشفیات باستان شناسان ایرانی – ژاپنی ، دو محوطه در ناحیه عمارلو مربوط به 10 تا 16 هزار سال قبل از میلاد میباشد که عبارتند از روستای خل وشت و اسکابن .